# Ampelisca remora
Ampelisca remora är en kräftdjursart. Ampelisca remora ingår i släktet Ampelisca och familjen Ampeliscidae. Inga underarter finns listade i Catalogue of Life.